# Stadio olimpico del ghiaccio
Stadio Olimpico Del Ghiaccio je krytý stadion v Cortině d'Ampezzo sloužící zejména pro krasobruslení . Pojme 2 500 sedících diváků. Odehrávají se zde soutěže mnoha druhů sportů, kromě toho stadion slouží jako kulturní zařízení s možností pořádání koncertů. Byl hlavním centrem dění při Zimních olympijských hrách v roce 1956. Kromě zahajovacího a závěrečného ceremoniálu se zde soutěžilo v krasobruslení a ledním hokeji. V té době byla jeho kapacita mezi 7 a 8 tis. diváků a s navýšení kapacity až na 15 tis. diváků. Po roce 1981 byl stadion zastřešen. V letech 2007–2009 byl celý stadion renovován.